# Świniarski
Świniarski (forma żeńska: Świniarska; liczba mnoga: Świniarscy) – polskie nazwisko utworzone sufiksem -ski od nazwy miejscowej Świniary, dawniej też Świnary.

## Osoby noszące nazwisko
- Barbara Krzyżanowska-Świniarska (1941–2015) – polska lekarz chorób wewnętrznych;
- Józef Świniarski (1932–2018) – polski inżynier;
- Michał Świniarski (1740–1793) – polski publicysta i prawnik;
- Ryszard Świniarski (1948) – polski lekkoatleta średniodystansowiec;
- Tadeusz Świniarski (1917–2007) – polski lekkoatleta, średnio- i długodystansowiec;
- Zdzisław Świniarski (1966) – podpułkownik mgr inż. Wojska Polskiego.